# Weitolshausen genannt Schrautenbach

Wappen derer von Weitolshausen genannt Schrautenbach nach Siebmachers Wappenbuch

Die Familie Schrautenbach, seit 1515 von Weitolshausen genannt Schrautenbach (auch Weitholtshausen, Weitelshausen oder Weitolzhausen) ist eine zum Ende des 15. Jahrhunderts aus Würzburg über Heidelberg bzw. Aschaffenburg in die Landgrafschaft Hessen eingewanderte, später freiherrliche Adelsfamilie bürgerlichen Ursprungs. Im 16. und 17. Jahrhundert zählte sie zum Kanton Odenwald des Ritterkreises Franken.

## Geschichte
Das Geschlecht Weitolshausen auch Waigolshausen genannt Schrautenbach ist von bürgerlichem Herkommen und avancierte durch Fürstendienst in den Niederadel. Auf dem Mühlhäuser Schiedstag 1509 verwies die althessische Ritterschaft auf die geringe Herkunft des fürstlich hessischen Rats Balthasar Schrautenbach, der seinen gesellschaftlichen Aufstieg allein fürstlicher Gnade verdanke.
Die Schrautenbach gen. Weitolshausen waren von der Wetterau bis in den Odenwald und in das Mainzische Gebiet um den Bachgau und Aschaffenburg begütert. Die 1356 erbaute Badenburg bei Gießen, ursprünglich ein Lehen der hessischen Landgrafen und der Grafen von Nassau-Saarbrücken-Weilburg, ging 1523/24 in den Besitz der Familie über, wo sie für über zwei Jahrhunderte verblieb. „Unter dem als ‚General‘ bekannt gewordenen Ludwig Balthasar von Weitolshausen gen. Schrautenbach (1654–1738) erlebte die Burg einen gewissen Höhepunkt. 
Allerdings schon gegen Ende des 17. Jahrhunderts oder am Anfang des 18. Jahrhunderts wurde sie in zwei Besitzhälften aufgeteilt. Einer der Besitzer, Junker Ernst Gottfried Balthasar, trug durch seine Misswirtschaft zum schnellen Niedergang der Burg bei. Er zerstörte in kürzester Zeit seinen Anteil am Burgsitz, indem er alles, was irgendeinen Wert besaß, abbrechen ließ und verkaufte. Auf diese Weise, nicht durch kriegerische Einwirkung, entstand die Ruine.“

## Weitere Besitztümer

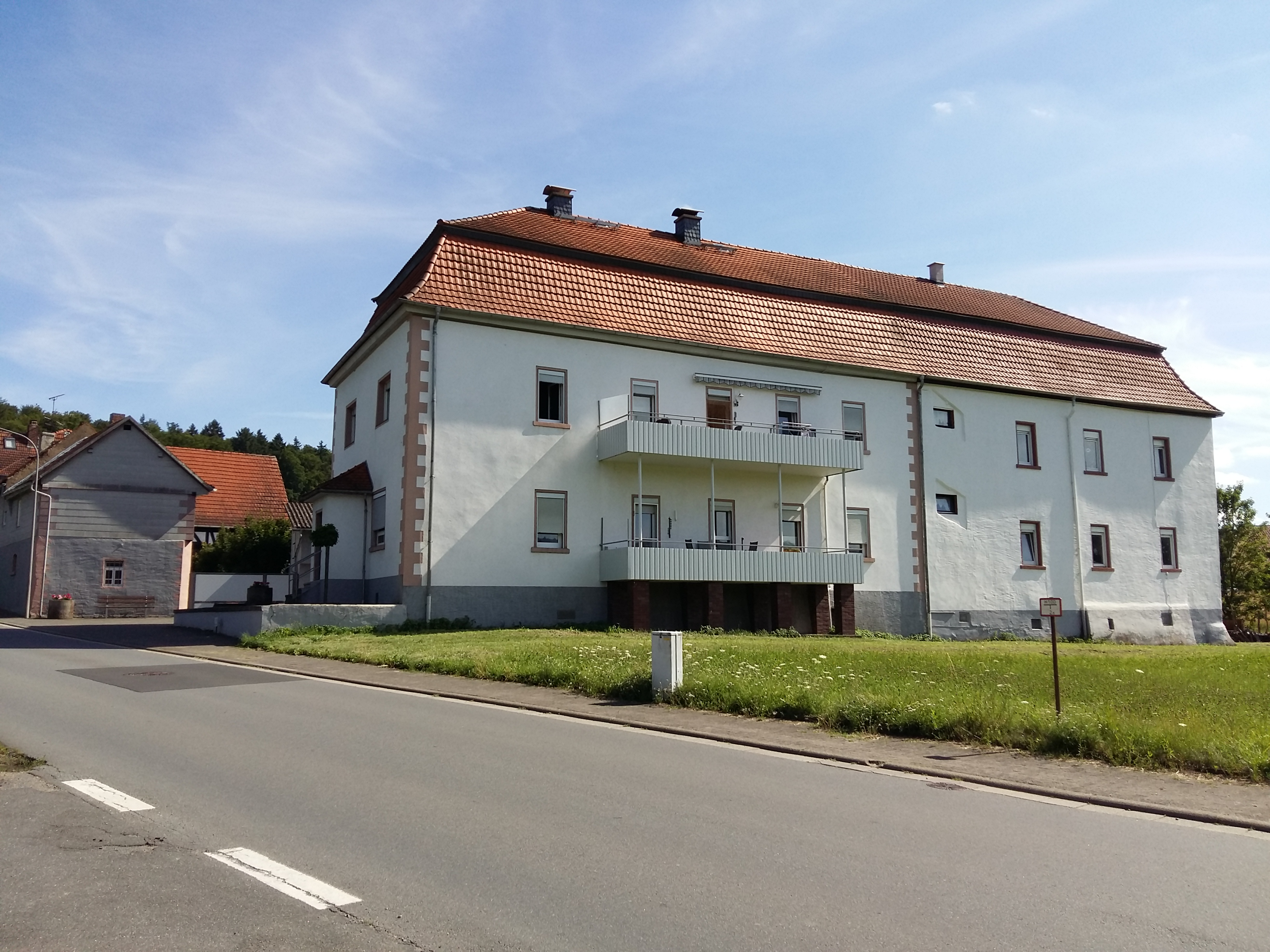
Schrautenbach’scher Hof in Rodau

1522 belehnte Landgraf Philipp von Hessen seinen Rat, Balthasar von Weitolshausen gen. Schrautenbach, als Belohnung für geleistete Dienste mit dem Dorf Rodau im Odenwald. Anfang des 17. Jahrhunderts ließen sie sich im Dorf das erhaltene, aber stark überbaute, Herrenhaus eines Rittergutes erbauen. Landgraf Ludwig VI. von Hessen-Darmstadt veranlasste 1671 die Schrautenbachs, ihren Besitz in Rodau samt ihren Rechten betreffend Frondiensten, Jagd, Fischerei, Wald und Weide gegen das Hofgut in Gundernhausen einzutauschen.
Von der Mitte des 16. bis Mitte des 17. Jahrhunderts waren die Herren von Weitolshausen gen. Schrautenbach (nach Rietstap Weitelshausen di Schraudenbach benannt) Besitzer des Schrautenbach'schen Hofes in Umstadt. Sie bekamen den Hof vom Landgrafen von Hessen als freien Besitz, alle Güter in der Gemarkung blieben aber Lehen.
Carl Ernst von Weitolshausen gen. Schrautenbach (1691–1750), Mitherr der Ganerbschaft Lindheim, verpachtete Schloss Lindheim 1736 an Zinzendorf und die Herrnhuter Brüdergemeine, die hier ein Theologisches Seminar einrichtete. Seit dem Tod des Vaters 1738 lebte er in Herrnhut und kaufte 1748 von Freifrau Henriette Benigna Justina von Watteville die Güter Trebus, Spreehammer und Stannewisch für 45.000 Rtlr. Sein Sohn verkaufte die oberlausitzischen Güter bereits 1750 nach dem Tod des Vaters an Günther Urban Anton von Lüdecke.
1784 erhielt die Familie von Weitolshausen gen. Schrautenbach den Kammerhof in Leeheim als hessisches Lehen. Sie hatte den Hof allerdings nur ganz kurze Zeit in Bewirtschaftung. Er wurde an die Gemeinde Leeheim verpachtet.

## Wappen

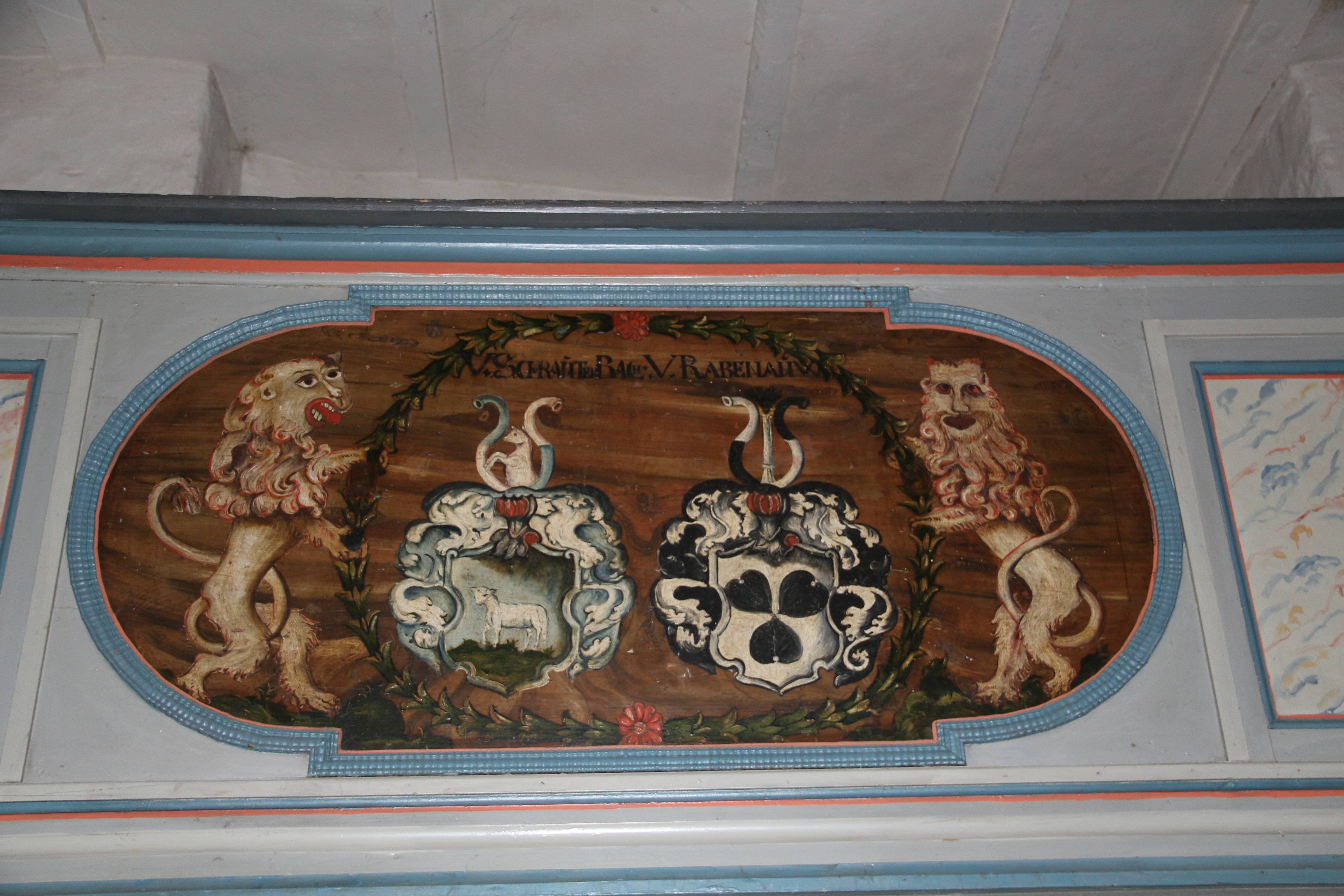
Allianzwappen Weitolshausen gen. Schrautenbach-Nordeck zur Rabenau in der Evangelischen Kirche Kirchberg an der Lahn

Blasonierung: „Rot auf grünem Dreiberg ein silbernes schreitendes Schaf. Als Helmzier zwischen zwei blau-silbern geteilten Büffelhörnern ein wachsendes silbernes Schaf. Die Helmdecken sind blau-silbern.“

## Namensträger
- Balthasar Schrautenbach, seit 1515 von Weitolshausen gen. Schrautenbach (* 14..; † 20. Mai 1529 in Ziegenhain[10]), Kleriker aus Würzburg, 1481 zu Heidelberg immatrikuliert, kaiserlicher Notar, seit 1490 Rentmeister in Gießen, 1508 Aufnahme als Burgmann in Gießen, später Amtmann im Oberamt Gießen,[11] 1525 Befehlshaber im Bauernkrieg[12]
- Margarethe von Weitolshausen gen. Schrautenbach († 1576 an der Pest), Epitaph in der Stadtkirche Wolfhagen[13]
- Georg Friedrich Balthasar von Weitolshausen gen. Schrautenbach (* 1627; † 1687), Kurmainzischer Obristwachtmeister[14]

- Freiherr Ludwig Balthasar von Weitolshausen gen. Schrautenbach (* 1654; † 1738), Herr auf Roden, fürstlich hessen-darmstädtischer Generallieutenant

- Freiherr Carl Ernst von Weitolshausen gen. Schrautenbach (* 1691; † 1750), Burgmann zu Friedberg, Regierungsrat, Oberamtmann, Geheimer Rat, Pietist ⚭ Freiin Rebecca Theodora von Oeynhausen (* 1701; † 1765)

- Freiherr Ludwig Carl von Weitolshausen gen. Schrautenbach (* 1724; † 1783), Erbherr zu Lindheim, Mitglied der Herrnhuter Brüdergemeine und Biograph Zinzendorfs

⚭ Gräfin Sophie Auguste Reuß zu Ebersdorf (* 1728; † 1753)
- Freiherr Ludwig Balthasar von Weitolshausen gen. Schrautenbach (* 1693; † vor 1760), Herr auf Gundernhausen, Landgräflich Hessen-Kasseler und Königlich Schwedischer Obrist und Ober-Vorsteher der adeligen Stifte in Hessen und des Klosters Heina
- Freiherr Christian Ernst von Weitolshausen gen. Schrautenbach (* 1694; † 1766), Herr auf Gundernhausen, Burgmann zu Friedberg, Jurist, Amtmann, Rat

⚭ Freiin Anna Dorothea Wilhelmine von Schlitz gen. von Görtz (* 1707; † 1732), sie begründete 1732 in Friedberg eine heute noch bestehende Stiftung